# Église Saint-Martin de Blondefontaine
Pour les articles homonymes, voir Église Saint-Martin.
L'église Saint-Martin est une église catholique située à Blondefontaine, en France.

## Localisation
L'église est située dans le département français de la Haute-Saône, sur la commune de Blondefontaine.

## Historique
L'église est bâtie entre 1782 et 1788 par Valentin André. L'édifice est classé au titre des monuments historiques en 1992 et le mur de soutènement inscrit en 1992. 
Le bâtiment est de forme octogonale, car il n'était pas possible de construire selon un plan classique en croix latine dans l'espace disponible à l'époque.

## Annexes

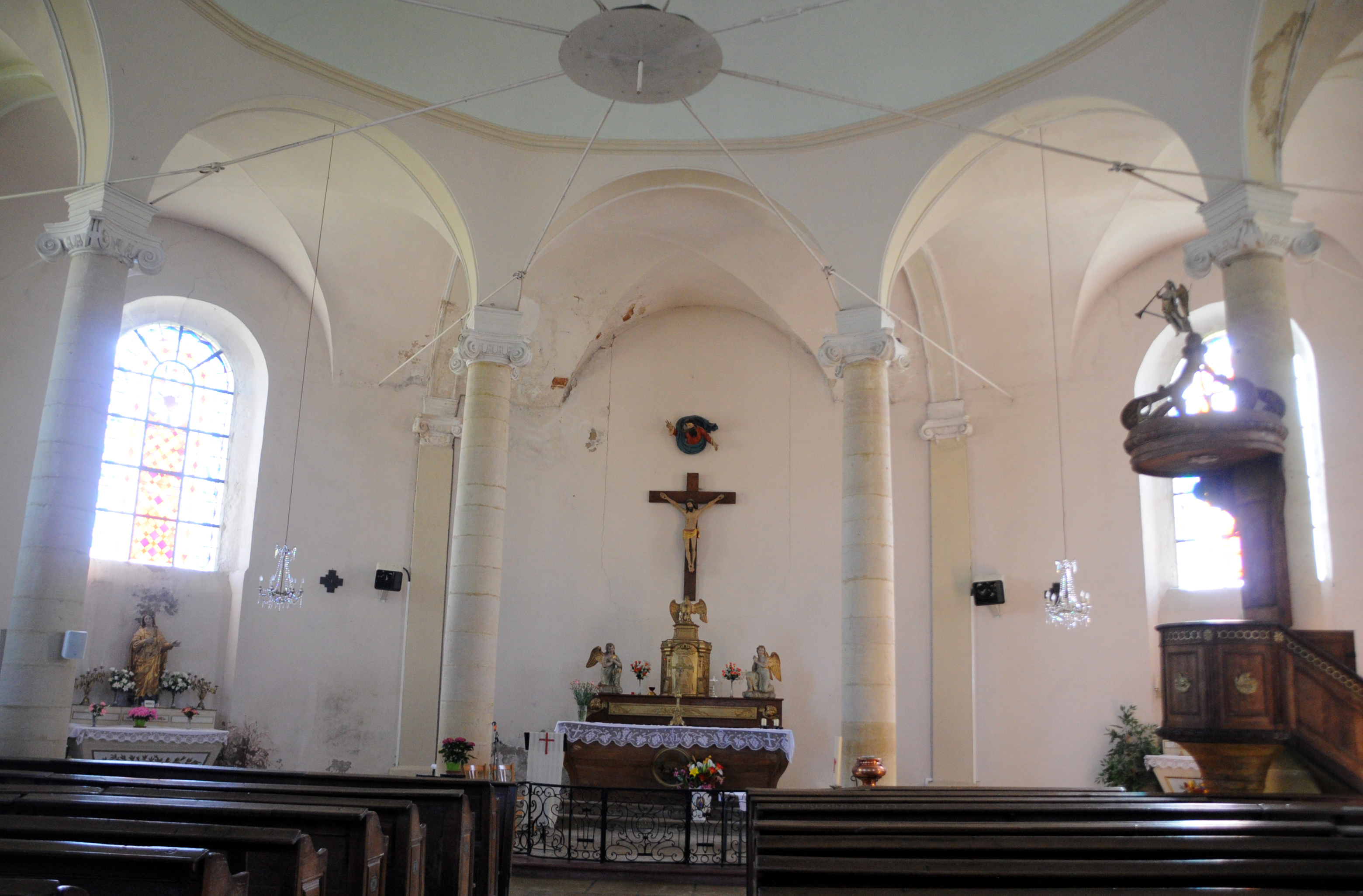
Intérieur